# Wladimir Köppen
Wladimir Peter Köppen, född 25 september 1846 i Sankt Petersburg, Ryssland, död 22 juni 1940 i Graz, Nazityskland, var en tysk-rysk meteorolog, klimatolog och botaniker; son till Peter von Köppen. Han är mest känd för att ha utvecklat Köppens klimatklassifikation som grundats på jordens vegetationsfördelning.
Köppen föddes i Sankt Petersburg av tyska föräldrar i tsarens tjänst. Han studerade vid universiteten i Heidelberg och Leipzig där han examinerades 1870. Hans avhandling handlade om temperaturens påverkan på växters utveckling.
Mellan 1872 och 1873 arbetade han som meteorolog i Ryssland, men återvände 1875 till Tyskland, där han fram till 1919 var verksam som föreståndare för avdelningen för meteorologi vid den nyinrättade marinbiologiska byrån (Deutsche Seewarte) i Hamburg.
År 1884 publicerades det första utkastet på vad som senare skulle bli Köppens klimatklassificeringssystem, men den slutgiltiga versionen blev inte publicerad förrän 1936. Han utgav 1884–1891 (jämte Julius von Hann) "Meteorologische Zeitschrift" och 1892–1893 de av Deutsche Seewarte utgivna "Annalen der Hydrographie und maritimen Meteorologie".